# Dar Parchīn-e Pā'īn
Dar Parchīn-e Pā'īn (persiska: Dar Parchīn-e Pā’īn, در پرچین پائین) är en ort i Iran.   Den ligger i provinsen Nordkhorasan, i den nordöstra delen av landet, 600 km öster om huvudstaden Teheran. Dar Parchīn-e Pā'īn ligger 1 823 meter över havet och antalet invånare är 132.
Terrängen runt Dar Parchīn-e Pā'īn är lite bergig. Runt Dar Parchīn-e Pā'īn är det ganska glesbefolkat, med 30 invånare per kvadratkilometer. Närmaste större samhälle är Ordaghān, 8,5 km väster om Dar Parchīn-e Pā'īn. Trakten runt Dar Parchīn-e Pā'īn består i huvudsak av gräsmarker.